# 新科蒙
新科蒙（義大利語：Comun Nuovo）是意大利贝加莫省的一个市镇。总面积6平方公里，人口4019人，人口密度669.8人/平方公里（2009年）。国家统计（ISTAT）代码为016081。